# Didier Monge
Pour les articles homonymes, voir Monge.
Didier Monge est un patineur français de patinage artistique, double médaillé de bronze aux championnats de France 1981 et 1982.

## Biographie

### Carrière sportive
Didier Monge double médaillé de bronze aux championnats de France 1981 à  Anglet et 1982 à Asnières-sur-Seine.
Il représente la France à un championnat européen (1982 à Lyon) et deux mondiaux (1982 à Copenhague et 1984 à Ottawa).

## Reconversion
Il devient entraîneur et chorégraphe de patinage artistique, notamment à Annecy et Toulouse.

## Palmarès
| Compétitions principales | 1981 | 1982 | 1983 | 1984 |  |  |  |  |  |  |  |  |  |  |
| Jeux olympiques d'hiver  |      |      |      |      |  |  |  |  |  |  |  |  |  |  |
| Championnats du monde    |      | 17e  |      | 15e  |  |  |  |  |  |  |  |  |  |  |
| Championnats d'Europe    |      | 10e  |      |      |  |  |  |  |  |  |  |  |  |  |
| Championnats de France   | 3e   | 3e   |      | 4e   |  |  |  |  |  |  |  |  |  |  |
|                          |      |      |      |      |  |  |  |  |  |  |  |  |  |  |